# Veslování na Letních olympijských hrách 1976
Veslování na Letních olympijských hrách 1976 v Montréalu. Poprvé závodily také ženy.

## Medailisté

### Muži
| Disciplína              | Zlato | Stříbro | Bronz |
| Skif                    | Pertti Karppinen · Finsko (FIN) | Peter-Michael Kolbe · Západní Německo (FRG) | Joachim Dreifke · Německá demokratická republika (GDR)                                                                                                 |
| Dvojskif                | Norsko (NOR) · Frank Hansen · Alf Hansen | Velká Británie (GBR) · Chris Baillieu · Michael Hart | Německá demokratická republika (GDR) · Hans-Ulrich Schmied · Jürgen Bertow                                                                             |
| Párová čtyřka           | Německá demokratická republika (GDR) · Wolfgang Güldenpfennig · Rüdiger Reiche · Karl-Heinz Bußert · Michael Wolfgramm                                                                                        | Sovětský svaz (URS) · Jevgenij Dulejev · Jurij Jakimov · Aivars Lazdenieks · Vytautas Butkus                                                                                   | Československo (TCH) · Jaroslav Hellebrand · Václav Vochoska · Zdeněk Pecka · Vladek Lacina                                                            |
| Dvojka bez kormidelníka | Německá demokratická republika (GDR) · Jörg Landvoigt · Bernd Landvoigt | Spojené státy americké (USA) · Calvin Coffey · Mike Staines | Západní Německo (FRG) · Peter van Roye · Thomas Strauß                                                                                                 |
| Dvojka s kormidelníkem  | Německá demokratická republika (GDR) · Harald Jährling · Friedrich-Wilhelm Ulrich · Georg Spohr | Sovětský svaz (URS) · Dmitrij Bechtěrev · Jurij Šurkalov · Jurij Lorencson | Československo (TCH) · Oldřich Svojanovský · Pavel Svojanovský · Ludvík Vébr                                                                           |
| Čtyřka bez kormidelníka | Německá demokratická republika (GDR) · Siegfried Brietzke · Andreas Decker · Stefan Semmler · Wolfgang Mager                                                                                                  | Norsko (NOR) · Ole Nafstad · Arne Bergodd · Finn Tveter · Rolf Andreassen | Sovětský svaz (URS) · Raul Arnemann · Nikolaj Kuzněcov · Valerij Dolinin · Anušavan Gasan-Džalalov                                                     |
| Čtyřka s kormidelníkem  | Sovětský svaz (URS) · Vladimir Ješinov · Nikolaj Ivanov · Michail Kuzněcov · Alexandr Klepikov · Alexandr Lukjanov                                                                                            | Německá demokratická republika (GDR) · Andreas Schulz · Rüdiger Kunze · Walter Dießner · Ullrich Dießner · Johannes Thomas                                                     | Západní Německo (FRG) · Hans-Johann Färber · Ralph Kubail · Siegfried Fricke · Peter Niehusen · Hartmut Wenzel                                         |
| Osmiveslice             | Německá demokratická republika (GDR) · Bernd Baumgart · Gottfried Döhn · Werner Klatt · Hans-Joachim Lück · Dieter Wendisch · Roland Kostulski · Ulrich Karnatz · Karl-Heinz Prudöhl · Karl-Heinz Danielowski | Velká Británie (GBR) · Richard Lester · John Yallop · Timothy Crooks · Hugh Matheson · David Maxwell · James Clark · Frederick Smallbone · Leonard Robertson · Patrick Sweeney | Nový Zéland (NZL) · Ivan Sutherland · Trevor Coker · Peter Dignan · Lindsay Wilson · Athol Earl · Dave Rodger · Alex McLean · Tony Hurt · Simon Dickie |

### Ženy
| Disciplína              | Zlato | Stříbro | Bronz |
| Skif                    | Christine Scheiblichová · Německá demokratická republika (GDR) | Joan Lindová · Spojené státy americké (USA) | Jelena Antonovová · Sovětský svaz (URS) |
| Dvojskif                | Bulharsko (BUL) · Světlana Ocetovová · Zdravka Jordanovová | Německá demokratická republika (GDR) · Sabine Jahn · Petra Boesler | Sovětský svaz (URS) · Leonora Kaminskaitė · Genovaitė Ramoškienė |
| Párová čtyřka           | Německá demokratická republika (GDR) · Anke Borchmann · Jutta Lau · Viola Poley · Roswietha Zobelt · Liane Weigelt                                                                               | Sovětský svaz (URS) · Anna Kondrašinová · Mira Brjuninová · Larisa Popovová · Galina Jermolajevová · Naděžda Černyšovová                                                                    | Rumunsko (ROU) · Ioana Tudoran · Maria Micşa · Felicia Afrăsiloaie · Elisabeta Lazăr · Elena Giurcă                                                                     |
| Dvojka bez kormidelníka | Bulharsko (BUL) · Sijka Kelbečevová · Stojanka Grujčevová | Německá demokratická republika (GDR) · Angelika Noack · Sabine Dähne | Západní Německo (FRG) · Edith Eckbauer · Thea Einöder |
| Čtyřka s kormidelníkem  | Německá demokratická republika (GDR) · Karin Metze · Bianka Schwede · Gabriele Lohs · Andrea Kurth · Sabine Heß                                                                                  | Bulharsko (BUL) · Ginka Gyurova · Lilyana Vaseva · Reni Yordanova · Mariyka Modeva · Kapka Georgieva                                                                                        | Sovětský svaz (URS) · Naděžda Sevosťjanovová · Ljudmila Krochinová · Galina Mišeninová · Anna Pasocha · Lidija Krylovová                                                |
| Osmiveslice             | Německá demokratická republika (GDR) · Viola Goretzki · Christiane Knetsch · Ilona Richter · Brigitte Ahrenholz · Monika Kallies · Henrietta Ebert · Helma Lehmann · Irina Müller · Marina Wilke | Sovětský svaz (URS) · Ljubov Talalajevová · Naděžda Roščinová · Klavdija Koženkovová · Olena Zubko · Olha Kolkovová · Nelli Tarakanovová · Naděžda Rozgonová · Olha Huzenko · Olha Puhovska | Spojené státy americké (USA) · Jackie Zoch · Anita DeFrantz · Carie Graves · Marion Greig · Anne Warner · Peggy McCarthy · Carol Brown · Gail Ricketson · Lynn Silliman |

## Přehled medailí
| Pořadí | Země                                 | Zlato  | Stříbro | Bronz | Celkově |    |
| ------ | ------------------------------------ | ------ | ------- | ----- | ------- | -- |
| 1      | Německá demokratická republika (GDR) | 9      | 3       | 2     | 14      |    |
| 2      | Bulharsko (BUL)                      | 2      | 1       | 0     | 3       |    |
| 3      | Sovětský svaz (URS)                  | 1      | 4       | 4     | 9       |    |
| 4      | Norsko (NOR)                         | 1      | 1       | 0     | 2       |    |
| 5      | Finsko (FIN)                         | 1      | 0       | 0     | 1       |    |
| 6      | Spojené státy americké (USA)         | 0      | 2       | 1     | 3       |    |
| 7      | Velká Británie (GBR)                 | 0      | 2       | 0     | 2       |    |
| 8      | Západní Německo (FRG)                | 0      | 1       | 3     | 4       |    |
| 9      | Československo (TCH)                 | 0      | 0       | 2     | 2       |    |
| 10     | Rumunsko (ROU)                       | 0      | 0       | 1     | 1       |    |
| 10     | Celkem                               | Celkem | 14      | 14    | 14      | 42 |